# Honda N-WGN
Honda N-WGN (яп. ホンダ・N-WGN) — автомобиль японской компании Honda. Относится к категории кей-каров.
Выпускается с ноября 2013 года по настоящее время. 

## История
26 сентября 2013 года компания Honda объявила, что выпустит новый автомобиль под названием Honda N-WGN. 21 октября были представлены тизеры нового автомобиля в модификациях N-WGN и N-WGN Custom.

## Технические характеристики
С ноября 2013 года по май 2014 года серийно выпускался в 6 комплектациях, а начиная с мая 2014 года к ним добавились 2 специальные. 
С самого начала выпуска модели в качестве трансмиссии используется вариатор, тип привода передний или полный. На все автомобили устанавливается рядный 3-цилиндровый 12-клапанный бензиновый двигатель с жидкостным охлаждением, объёмом 658 см³. Мощность двигателей составляет от 58 до 64 лошадиных сил. Выпускались версии с турбонаддувом. Модель двигателя — S07A. Масса автомобиля составляет от 820 до 900 килограмм в зависимости от комплектации. Также едиными являются размеры кузова; длина × ширина × высота: 3395×1475×1635 мм. 
Самый низкий расход топлива составляет 29,2 км/л, самый высокий 24,2 км/л.

## Награды
По итогам конкурса "Автомобиль года в Японии" 2014 года, автомобиль Honda N-WGN получил малый приз в номинации "мобильность".